# Север-ду-Вога (парафія)
Север-ду-Вога (порт. Sever do Vouga; МФА: [sɨ.ˈveɾ du ˈvo.gɐ]) — парафія в Португалії, у муніципалітеті Север-ду-Вога. Розташована в західній частині країни, на теренах історичної португальської провінції Бейра. Входить до складу округу Авейру. За адміністративним поділом, чинним до 1976 року, терени парафії були складовою провінції Берегова Бейра. Належить до Авейрівської діоцезії Католицької церкви. Патрон — Діва Марія. Площа — 11,5809 км². Населення — 2777 ос. (2011). Середньо урбанізований регіон. Густота населення — 239,79 осіб/км²
. Код — 011706.

## Населення
| Кількість мешканців | Кількість мешканців | Кількість мешканців | Кількість мешканців | Кількість мешканців | Кількість мешканців | Кількість мешканців | Кількість мешканців | Кількість мешканців | Кількість мешканців | Кількість мешканців | Кількість мешканців | Кількість мешканців | Кількість мешканців | Кількість мешканців |
| ------------------- | ------------------- | ------------------- | ------------------- | ------------------- | ------------------- | ------------------- | ------------------- | ------------------- | ------------------- | ------------------- | ------------------- | ------------------- | ------------------- | ------------------- |
| 1864                | 1878                | 1890                | 1900                | 1911                | 1920                | 1930                | 1940                | 1950                | 1960                | 1970                | 1981                | 1991                | 2001                | 2011                |
| 1 071               | 1 220               | 1 152               | 1 430               | 1 503               | 1 515               | 1 861               | 1 861               | 2 019               | 2 090               | 1 642               | 2 360               | 2 590               | 2 728               | 2 777               |